# Helgum
Helgum ist ein kleiner Ort (Småort) in der schwedischen Gemeinde Sollefteå. Erwähnt wurde der Ort unter dem Namen Helghyöm bereits 1535. Helgum liegt am südlichen Ende des Helgumsees, wo dieser wieder in den Faxälven mündet, etwa 15 km westlich von Sollefteå, am Länsväg 331.

## Söhne und Töchter des Ortes
- Gunnar Hedlund (1900–1989), Politiker
- Helena Ekholm (* 1984), Biathletin
- Jenny Jonsson (* 1987), Biathletin